# Николсон, Джордж
Джордж Ни́колсон (англ. George Nicholson; 1847—1908) — британский садовод и ботаник.

## Биография
Джордж Николсон родился в Рипоне 7 декабря 1847 года в семье садовода Джеймса Николсона. С 1873 года, после смерти Джона Смита, Николсон работал садовником в Королевских ботанических садах Кью. В 1886 году он был назначен куратором, в этой должности Джордж проработал до 1901 года, после чего ушёл на пенсию. В 1894 году Николсон посетил США.
В 1875 году он женился на Элизабет Нэйлор Белл. В 1879 году она умерла в возрасте 28 лет после рождения сына.
В 1894 году Николсон был удостоен памятной медали Вейча Королевского садоводческого общества, в 1897 году — медали почёта Виктории. В 1898 году Николсон был избран членом Лондонского Линнеевского общества.
Джордж Николсон скончался 29 сентября 1908 года.
Николсон был автором «Иллюстрированного словаря садоводства», вышедшего в Лондоне 1884—1887, с дополнением 1900 года, подготовленным более чем десятком других садоводов. В 1892—1899 эта книга была переведена на французский язык Серафеном Жозефом Мотте.

## Некоторые научные работы
- Nicholson, G. The illustrated dictionary of gardening. — London, 1884—1887. — 4 vols.

## Роды растений, названные в честь Дж. Николсона
- Neonicholsonia Dammer, 1901
- Nicholsoniella Kuntze, 1891, nom. superfl. [≡ Libertiella Speg. & Roum., 1880]